# 咸姓
咸姓是一個中國姓氏與朝鲜族姓氏，人數較少。

## 來源
1. 相传中國古代部落首领帝喾有臣叫咸丘墨，是此姓最早使用者。
2. 中國春秋时鲁大夫的采邑於咸国（今河南濮阳咸城），其後人以國名为氏。
3. 中國商代有臣名咸，以卜祝巫师为职业，其後人以其名得姓。
4. 中國春秋時晋国公族后代有姓咸的。
5. 满族和朝鲜族等民族也有此姓。

## 延伸阅读
[在维基数据编辑]
 《百家姓》
 《欽定古今圖書集成·明倫彙編·氏族典·咸姓部》，出自陈梦雷《古今圖書集成》